# Berg- och dalbana
- Övre vänster: Bergodalbanetåg under gång.
- Övre höger: Balder, sedd från Lisebergstornet.
- Undre vänster: En skiss på en typisk berg- och dalbana, till stor del baserad på Crystal Beach Cyclone.
- Undre höger: Kingda Ka i tivolit Six Flags.

Berg- och dalbana, mer vardagligt bergodalbana, är en åkattraktion som återfinns bland annat på nöjesfält. Den består av en sluten rälsbana för vagnar eller tåg.
Förutom uppförs- och nedförsbackar kan det finnas loopar och en så kallad "heartroll"; det senare innebär att rälsen vrider sig ett varv runt sin egen axel.

## Historia

### "Istiden"
Många berg- och dalbanehistoriker anser att de ryska isbanorna är föregångare till vår tids berg- och dalbanor. Dessa isbanor kunde bli upp till 20 meter höga och var mycket populära i Ryssland under 1500- och 1600-talet. Gästerna satt antingen i trånga slädar av trä eller uthuggna isblock, som de gled med nerför istäckta kullar byggda av trä. Hastigheten kunde bli upp till 80 km/h.

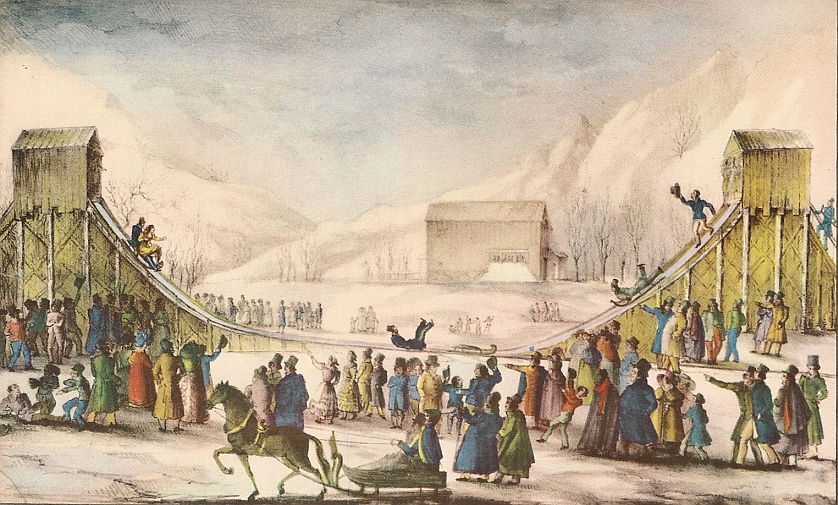
Montagnes russes en vinterdag 1830 på Djurgården i Stockholm

Ungefär vid samma tidpunkt tog en fransk affärsman med sig idén om isbanor hem till Frankrike, men glömde helt bort att de kalla ryska vintrarna var en nödvändig förutsättning för deras framgång. Lösningen för åretrunt-bruk blev att vaxa slädskenorna. Slutligen knäckte någon idén med att ha hjul på slädarna, och då öppnade sig möjligheten för mer ambitiösa och spännande banor. 1817 blev åkturen Les Montagnes Russes à Belleville den första berg- och dalbanan i sitt slag med hjulvagnar på spårräls. Den hade två spår som löpte bredvid varandra så att åkarna kunde tävla, och betraktare kunde satsa pengar på vem de trodde skulle vinna.
Även i Sverige förekom detta tidsfördriv i första hälften av 1800-talet, till exempel i Stockholm på Djurgården och i Humlegården.

### Runaway Train-tiden
I USA på 1800-talet uppmärksammades Mauch Chunk Switchback Gravity Railroad i Mauch Chunk (numera kallat Jim Thorpe), den första typen av berg- och dalbana i Amerika. Den hette från början Mauch Chunk Railroad och var en järnväg, den andra som någonsin byggts i USA (1827). Dess ursprungliga användningsområde var att fungera som transportmedel för att frakta stenkol från bergets gruvor ner till Lehighfloden. Det 14 km (knappt nio mile) långa spåret var konstruerat så att gruvarbetarna kunde fylla vagnarna med kol, knuffa ut dem på bergssluttningen och sedan låta gravitationen sköta resten. Därefter drog mulåsnor tillbaka vagnarna uppför berget för att fyllas på nytt.
Mot slutet av 1830-talet började folk tjuvåka i vagnarna, och det ledde till att banan öppnades för allmänheten på eftermiddagarna. I efterhand blev mulåsnorna utbytta mot en ångmaskin som forslade de tomma vagnarna uppför en längre, mer stegvis rälsbana.
Folk fick betala 1 dollar för att åka uppför den stegvisa sluttningen, och sedan, när ångmaskinen kopplades ur och vagnarna knuffades tillbaka nerför berget, nådde man upp till hastigheter nära 160 km/h.
1872 byggde man en ny tunnel som gjorde banan obrukbar för kolfrakt. I vilket fall som helst byggdes även en restaurang och ett hotell på toppen, och banan lockade mer än 35 000 passagerare per år. Den fortsatte att vara igång utan att någonsin skada sina passagerare, tills den stängdes 1933 av anledningen att den var gammal och omodern.

### Upp och ner-tiden

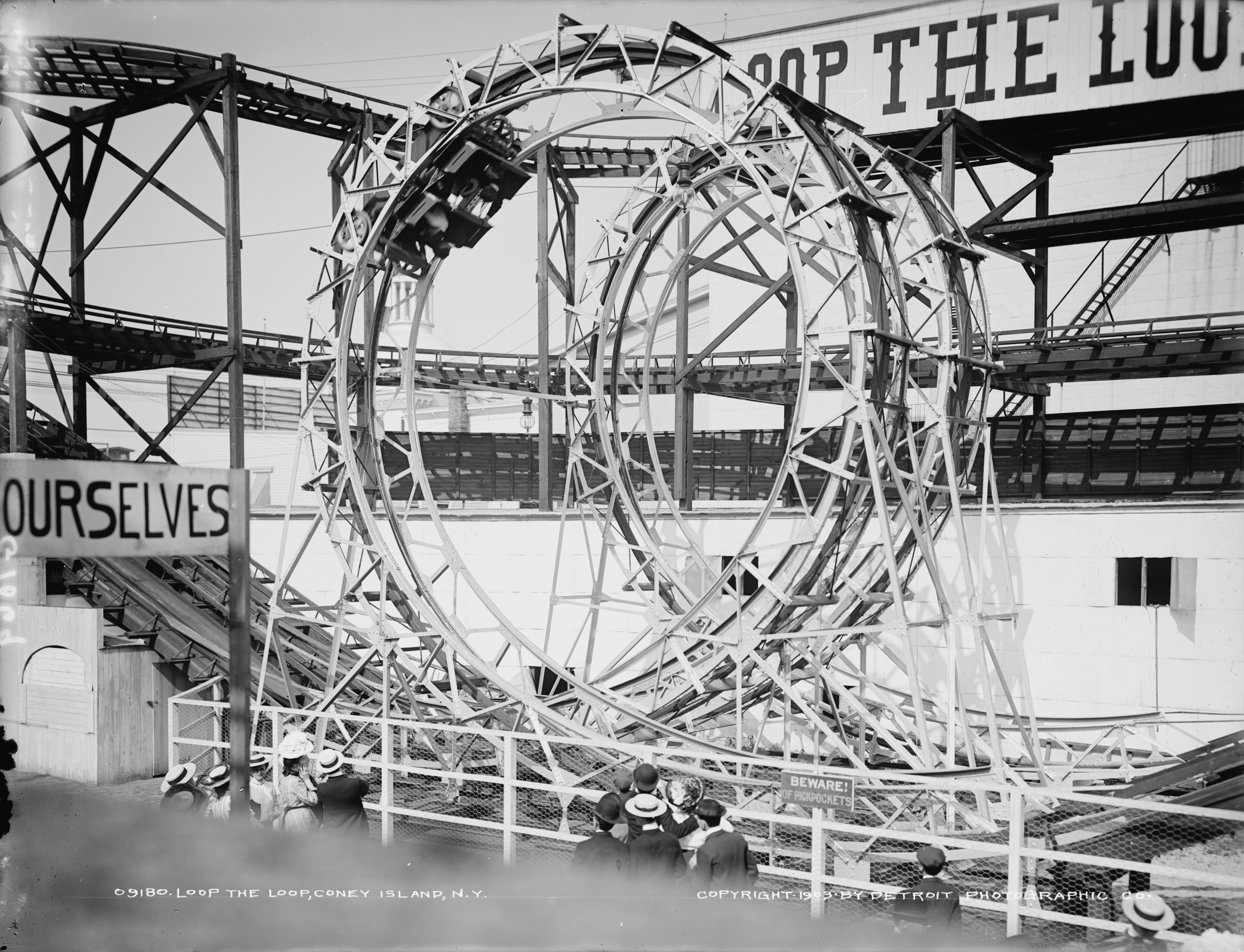
Loop The Loop på Coney Island

Under 1840-talet sålde en engelsman en loop-berg- och dalbana till Frankrike. Åkturen, kallad Chemin du Centrifuge (Centrifugjärnvägen), var dåtidens största Parisattraktion och bjöd på en 13 meter hög backe som ledde in i en 4 meter bred loop. När passagerarna slungades upp-och-ner i banan var centrifugalkraften det enda som höll vagnen kvar på sin plats.
Redan 1843 invigdes "rutschebanen" i Tivoli, Köpenhamn, och bör därmed vara först i världen utformad som vi ännu på 2000-talet är vana vid densamma.
Nästan 50 år senare, närmare bestämt 1895, dök den unga Lina Beecher upp med sin Looping Flip Flap, en åttameters cirkulär loop på Coney Island. Cirkeldesignen gav dessvärre väldigt oförlåtliga g-krafter, och åkarna bröt bokstavligen nacken. Tillsammans med övriga klagomål om pisksnärtsskador råder det ingen tvekan om varför Flip Flap bara höll i några få säsonger. 1901 byggde en man vid namn Edward Prescott en ny loop-berg- och dalbana på Coney Island. Denna, kallad Loop The Loop, var ovalformad för att kunna reducera g-krafterna. Men trots få klagomål om skador höll den bara i sex år på grund av låg säteskapacitet.

### Sent1800-tal

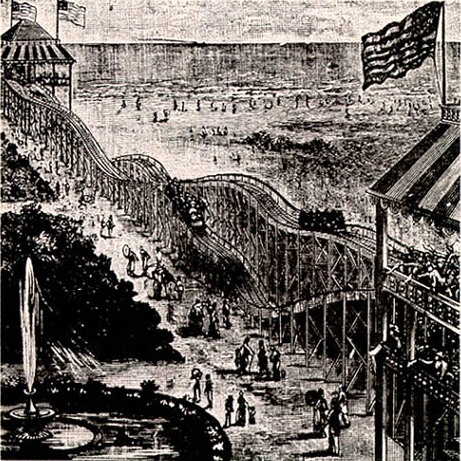
Thompsons Switchback Railway, 1884

Den första "berg-och-dalbane-pampen" var troligen LaMarcus Adna Thompson, mannen som skapade The Gravity Pleasure Switchback Railway som öppnade på Coney Island 1884. Hans bana var en 200 meter lång bankonstruktion i trä, och liknande till formen de gamla ryska isbanorna. Passagerarna gick först upp till en plattform, satte sig i en vagn som sedan knuffades utför en backe och åkte över några gupp. Vid slutet, efter att passagerarna stigit av, hissade några arbetare upp vagnen till toppen av den andra plattformen. Sedan fylldes vagnen på med ett nytt lass passagerare och knuffades iväg i motsatt riktning. Den tidiga banan fokuserade dock mer på sightseeing än spänning, då sätena i vagnarna var vända åt sidan och nådde som mest ynka 10 km/h. Men folk älskade den: Thompson tog bara fem cent för en tur men tjänade ändå mer än $600 i veckan.
Thompsons framgång blev en inspiration för många andra. Mot slutet av 1884 skapade en man vid namn Charles Alcoke sin U-formade version av Switchback. Den var en klar uppgradering gentemot Thompsons variant, på det sätt att den inte behövde lossa och lasta sina passagerare halvvägs. 1885 lade Philip Hinkle till en fiffig hissmekanism. Snart utvecklades även spårmonterade bromsar, vilket ledde till djärvare bandesigner, och banorna började se ut och agera mer och mer som dagens moderna berg- och dalbanor.

### 1900-talet
Berg- och dalbane-designern John Miller, som började sin karriär som La Marcus Thompsons huvudingenjör, patenterade 1912 ett revolutionerade säkerhetsavancemang för berg- och dalbanor, som gjorde att vagnarna satt fast bättre under rälsen med tredubbla kullager. Då kunde man skapa brantare backar och låta tågen gå fortare, vilket allmänheten uppskattade. Miller blev en fullkomlig berg- och dalbane-pamp, höll över 100 patent på bananordningar och designade lika många berg- och dalbanor.
Millers säkerhetsanordningar inspirerade uppfinnare att pressa designgränser till ännu högre höjder, och skapa berg- och dalbanor som aldrig tidigare skådats. Under 1920-talet tävlade man om att bygga den snabbaste, högsta och brantaste berg- och dalbanan, och besökarna behandlades nästan som försökspersoner. 1927 öppnade den ökända Cyclone på Crystal Beach i Ontario i Kanada. Konstruktionen, skapad av Harry Trever, toppade alla tidigare rekord - åkarna kunde få både näsblod och bryta revbenen. Den misslyckades att gå med vinst och blev slutligen riven, troligen eftersom det kom fler personer för att se andra åka den snarare än att "njuta" av åkturen själva. Men Cyclone var inte den enda berg- och dalbanan som föll offer för bulldozern. Den stora depressionen och andra världskriget bidrog till förfallandet och förstörelsen av över 1 500 berg- och dalbanor i USA. Många fruktade det värsta.

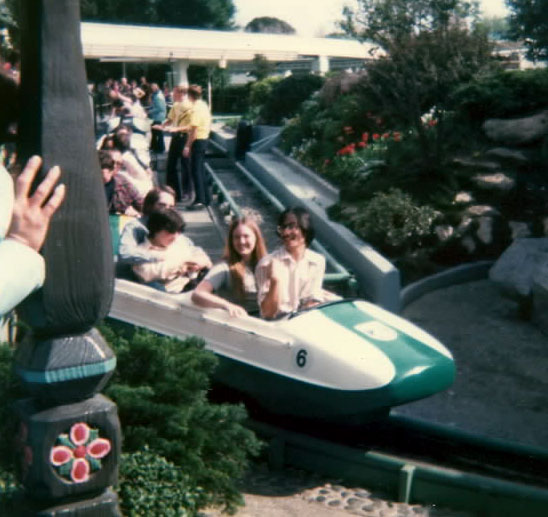
Glada åkare i en av "slädarna" till Matterhorn Mountain i Disneyland på 1970-talet

1955 tog nöjesparksindustrin en vändning i samband med invigningen av den första lyckade temaparken i världshistorien; nämligen Disneyland. Disneys bidrag till berg- och dalbanans historia var Matterhorn Mountain, den första banan i stålrörskonstruktion.
Stålkonstruktionen banade väg för ännu snabbare och vildare attraktioner, inkluderat Corkscrew på Knott's Berry Farm som öppnade 1975, och Revolution på Six Flags Magic Mountain som byggdes 1976. Båda berg- och dalbanorna blåste nytt liv i den sekelgamla upp-och-ner-tiden (den här gången med omfattande säkerhetsförbättringar), och ledde till banor med dubbelloopar, trippelloopar, och kombinationer av korkskruvar, loopar och andra utmanande element.
1978 släppte Six Flags Over Texas lös Shock Wave, den första vertikala "back-to-back"-banan med loopar. 1992 öppnade Batman: The Ride på Six Flags Great America, den första inverterade berg- och dalbanan, vilket betyder att vagnarna far under rälsen och åkarna hänger med benen fritt i luften. 1997 slog Six Flags återigen rekord med Superman: The Escape, dåtidens snabbaste och högsta berg- och dalbana (160 km/h / 125 m hög).

### 2000-talet
2003 invigdes Top Thrill Dragster på Cedar Point med nya rekord på 193 km/h och 128 meters höjd. Six Flags kontrade med Kingda Ka på Six Flags Great Adventure som invigdes 2005 med en maxhastighet på 206 km/h och högsta höjd på 139 m. Kingda Ka toppar fortfarande höjdlistan, men i november 2010 invigdes Formula Rossa på Ferrari World i Abu Dhabi med en maxhastighet på 240 km/h.
Red Force på Ferrari Land i Spanien är Europas Högsta berg-och-dalbana. 2016 invigdes Wildfire på Kolmården, som är en den högsta berg-och-dalbanan i världen som gjorts av trä(Platsen delas av T-Express i Sydkorea.)